# Konduktiv pedagogik
Konduktiv pedagogik (KP) är ett utbildningssystem utvecklat speciellt för barn och vuxna med neurologiska funktionshinder såsom CP, Stroke, Parkinson, MS och hjärnskador genom olycka. Grundtanken med pedagogiken är att den neurologiskt funktionshindrade personen ska lära sig leva ett rikare och mer självständigt liv, efter sina förutsättningar.
Konduktiv pedagogik utarbetades vid 1900-talets mitt i Ungern av läkaren András Pető, genom sitt arbete med barn med CP-skada.
András Pető ansåg att neurologiska funktionshinder inte i första hand är ett medicinskt problem, utan ett inlärningsproblem. Den neurologiskt funktionshindrade personen har svårt att lära sig, bland annat, rörelser och det påverkar hela personligheten. Det är alltså inte bara problemet med rörelsen, som behöver behandlas.
Konduktiv pedagogik kom till Sverige i mitten av 1990-talet och sågs som ett alternativ/komplement till (re)habiliteringens medicinska syn på behandling av neurologiska funktionshinder, vilken bygger främst på anpassning av och runt den funktionshindrade med kirurgi, medicin, ortopedi, hjälpmedel, personlig assistans, bostadsanpassning.

## Pedagogikens principer
Konduktiv pedagogik är ett system som bygger på att deltagaren, den tränande, är aktiv i behandlingen. Det är conductorns (tränarens) uppgift att ge deltagaren rätt övningar.
Övningarna ska anpassas utifrån flera aspekter
- Lagom svåra så att deltagaren kan utför delar av eller hela övningen själv
- Övningen ska förbereda deltagaren för mer komplicerade rörelser, som deltagaren ännu inte klarar
- Övningarnas sammantagna mål ska vara ökad funktionalitet

Det är inte i första hand muskelstyrka som övas, utan förmåga att styra musklerna. Ett huvudmål är att anpassa övningarna så att deltagaren får öva på och förbereda sig för det deltagaren inte kan, men står i begrepp att lära sig. 
Träningen sker i grupp, men individanpassas. Varje deltagare i gruppen får sitt eget program.
En neurologiskt funktionshindrad person utför ofta sina rörelser på ett annorlunda eller felaktigt sätt. Ett mål för konduktiv pedagogik är att lära deltagaren att hitta ett bättre fungerande rörelsemönster.
En grund för konduktiv pedagogik är att träningen upprepas under en sammanhängande period. Upprepning är en viktig del i inlärningsprocessen. Den dagliga rutinen har till syfte att bana in användbara mönster i hjärnan, istället för de som den neurologiska skadan missformat.

## Utbildning, intresseorganisationer och utvärderingar
Conductor är en 3-4-årig högskoleutbildning där praktik och teori väger lika tungt. I Europa finns utbildning i Ungern och Storbritannien.
I Sverige fanns ett 30-tal högskoleutbildade conductorer verksamma 2013.
European Conductive Association (ECA)  är en europeisk intresseorganisation bestående av organisationer som bedriver konduktiv pedagogik-verksamheter, yrkesorganisationer och utbildningssamordnare. En huvuduppgift för ECA är att säkerställa kvalitén inom konduktiv pedagogik. Svenska medlemmar i ECA är Svenska Conductor Föreningen och Move & Walk.
Statens beredning för medicinsk utvärdering (SBU) har i Sverige utrett konduktiv pedagogik vad gäller CP år 2001.